# Argyre Mons
Argyre Mons és una estructura geològica del tipus mons a la superfície de Mart, situada amb el sistema de coordenades planetocèntriques a -49.87 ° de latitud N i 312.58 ° de longitud E. Fa 60.58 km de diàmetre. El nom va ser fet oficial per la UAI el 18 de febrer de 2014 i pren el nom d'una característica d'albedo.